# Olalhas
Olalhas és una freguesia portuguesa del municipi de Tomar, amb 34,59 km² d'àrea i 1.415 habitants (al cens del 2011). La densitat de població n'és de 40,9 hab/km².
La componen els llogarets d'Olalhas, Montes, Alqueidão i altres. Entre els llogarets d'aquesta freguesia, destaquen per l'antiguitat Vale de Idanha i Vialonga. Per la dimensió, sobreïxen també els llogarets de Cardal, Vendas do Rijo, Amêndoa i Aboboreiras.

## Història

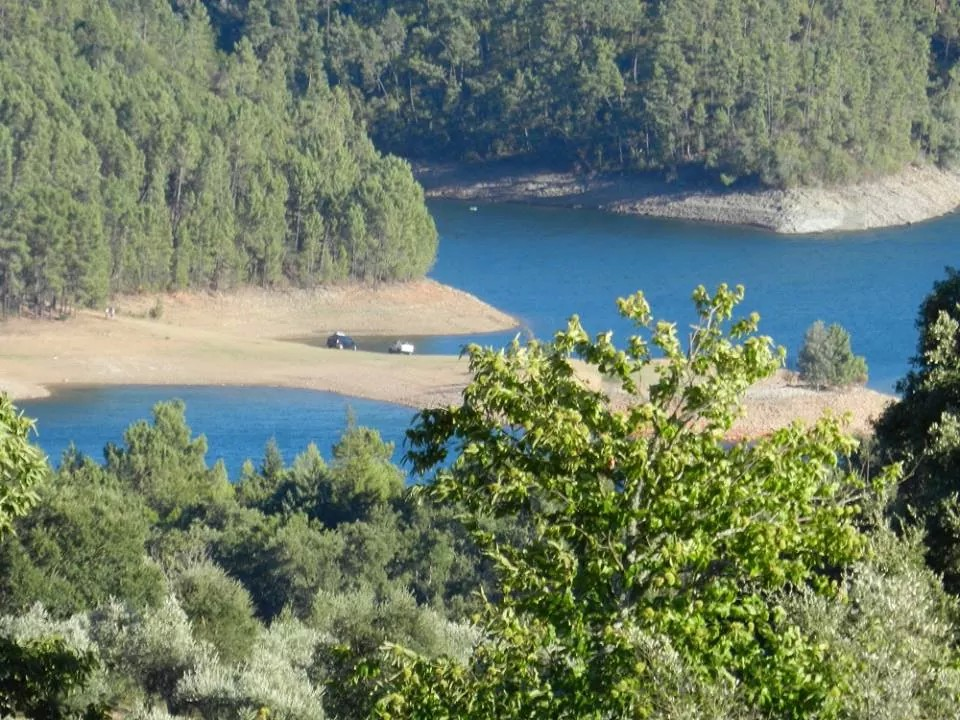
Presa de Castelo de Bode, al riu Zêzere, vista des de Montes (Olalhas)

El 1159, Olalhas fou donada per Alfons I als Templers. Manuel I li va concedir fur al 1514. L'església parroquial, dedicada a Nossa Senhora da Conceição, al segle xvi, tenia la designació de Santa Maria da Piedade per haver-se edificat (1554) on era una altra església anomenada Santa Maria da Piedade, construïda pels Templers.
Posteriorment es designà de Santa Maria da Olalha, per trobar-se en aquesta localitat. D'acord amb el web de la diòcesi de Santarém, l'església d'Olalhas va ser la primera, després de la freguesia de Pias, a què es donà llicència per tenir pica baptismal i que s'hi pogués batejar en la vespra de Pasqua; com a testimoni a l'entrada, hi ha una làpida que assenyala la concessió de la pica baptismal, per l'infant Henrique, el 1460. El pòrtic de l'església data del 1156 i el traçat actual de l'església del 1554.
Revestida per dins de manisetes antigues del segle xviii i dotada d'una talla valuosa, d'imatges i d'una arquitectura única, aquesta església és de les més belles de la zona rural del municipi de Tomar.
Aquesta localitat fou seu de municipi.
Hi havia en aquesta freguesia mines d'or explotades des de l'època romana, ara extintes.
El Guió dels monuments militars portuguesos esmenta que, al cim d'un petit turó, a la cota de 285 m, situat en l'extrem nord-est d'Olalhas, situat a 4 km a l'oest del riu Zêzere i a 6,5 km al sud de Vila de Ferreira do Zêzere, hi ha restes d'una fortificació, el castell d'Olalhas, construït, durant el regnat de Sanç I, per l'alcalde major de Tomar.

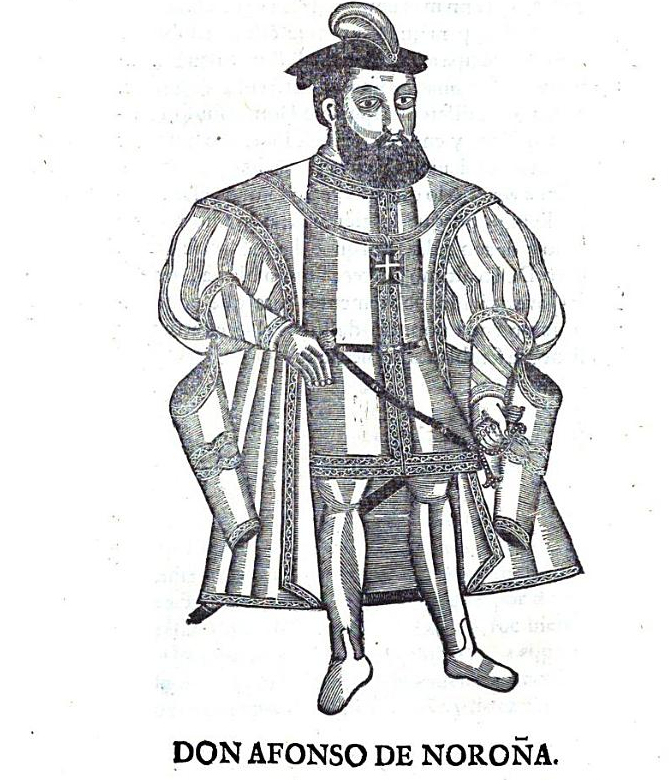

Al llogaret de Bairrada hi ha una antiga petita fortificació d'artilleria de defensa contra les invasions franceses, perquè el Zêzere ací tenia un pas que podria ser aprofitat per les forces de Napoleó. Aquest curiós monument excavat a la roca és al carrer de la Bateria, en l'annex construït junt a l'última casa a la dreta, que inclou quatre antigues càpsules d'artilleria servint de suports de la tapadora del fumeral.

## Personatges il·lustres
Afonso de Noronha, comanador d'Olalhas, fou el cinqué virrei de l'Índia (1550-1554) després d'haver exercit funcions de capità de Ceuta (1535-1549). Tornat al Regne el gener del 1555, Afonso de Noronha encara fou majordom major de la infanta Maria, filla del rei Manuel I i de la reina Leonor.

## Població
| Població de la freguesia d'Olalhas | Població de la freguesia d'Olalhas | Població de la freguesia d'Olalhas | Població de la freguesia d'Olalhas | Població de la freguesia d'Olalhas | Població de la freguesia d'Olalhas | Població de la freguesia d'Olalhas | Població de la freguesia d'Olalhas | Població de la freguesia d'Olalhas | Població de la freguesia d'Olalhas | Població de la freguesia d'Olalhas | Població de la freguesia d'Olalhas | Població de la freguesia d'Olalhas | Població de la freguesia d'Olalhas | Població de la freguesia d'Olalhas |
| ---------------------------------- | ---------------------------------- | ---------------------------------- | ---------------------------------- | ---------------------------------- | ---------------------------------- | ---------------------------------- | ---------------------------------- | ---------------------------------- | ---------------------------------- | ---------------------------------- | ---------------------------------- | ---------------------------------- | ---------------------------------- | ---------------------------------- |
| 1864                               | 1878                               | 1890                               | 1900                               | 1911                               | 1920                               | 1930                               | 1940                               | 1950                               | 1960                               | 1970                               | 1981                               | 1991                               | 2001                               | 2011                               |
| 1 988                              | 2 134                              | 1 755                              | 2 416                              | 2 533                              | 2 649                              | 2 802                              | 3 183                              | 3 264                              | 3 026                              | 2 385                              | 2 112                              | 1 728                              | 1 581                              | 1 415                              |